# Kanton Krasny Kut
Der Kanton Krasny Kut war eine administrativ-territoriale Gebietskörperschaft in der Wolgadeutschen Republik.

## Geschichte
Der Kanton wurde im Jahr 1922 als Teil der Wolgadeutschen Republik, einer ASSR innerhalb der Russischen Sozialistischen Föderativen Sowjetrepublik.
Am 28. August 1941 begann die Deportation der Russlanddeutschen und mit ihr wurden auch die Wolgadeutsche Republik und ihre Kantone liquidiert.

## Geographie
Der Kanton Krasny Kut hatte eine Fläche von 1.813,2 km². Kantonszentrum war Krasny Kut. Auf dem Gebiet des Kantons befanden sich 22 Dörfer und eine Arbeitersiedlung.

## Wirtschaft
In Industrie und Gewerbe des Kantons gab es 48 staatliche Unternehmen, 24 genossenschaftliche und 120 kleinere Kolchosbetriebe. Hauptzweig der Industrie war die Mehlproduktion. In den Betrieben des Kantons waren 772 Arbeiter beschäftigt, von denen 326 in den staatlichen Betrieben arbeiteten.
Die Kollektivierungsquote lag bei 99,9 %, 5.238 bäuerliche Wirtschaften waren in 43 Kolchosen zusammengeschlossen. Die durchschnittliche Saatfläche pro Kolchose betrug 2.500 Hektar.

## Bevölkerung
Im Kanton lebten ca. 41.200 Menschen, davon waren 46,4 % Russlanddeutsche. 20.600 Einwohner waren männlichen Geschlechts und 20.600 weiblichen Geschlechts. Die Bevölkerungsdichte lag bei 22,6 Einwohnern pro km².

## Politik
Die Kantonsparteiorganisation der WKP(b) hatte 332 Mitglieder und 230 Kandidaten für eine Mitgliedschaft, 49 Basisparteiorganisationen und 13 Kandidatengruppen. Im Kanton gab es 1.564 Komsomolzen und 79 Basisorganisationen des Komsomol.